# جوزيف لورانس (سياسي)
جوزيف لورانس (بالإنجليزية: Joseph Lawrence)‏ هو سياسي أمريكي، ولد في 1786 في الولايات المتحدة، وتوفي في 17 أبريل 1842 في واشنطن العاصمة في الولايات المتحدة. حزبياً، نشط في الحزب الجمهوري الديمقراطي.

## مناصب
- انتخب أمين صندوق الدولة [الإنجليزية]‏.
- انتخب List of speakers of the Pennsylvania House of Representatives [الإنجليزية]‏.
- انتخب عضو مجلس نواب بنسيلفانيا.
- انتخب عضو مجلس النواب الأمريكي.